# António Rendas
António Manuel Bensabat Rendas GCIP (Lisboa, 19 de abril de 1949), pai de António Serras Rendas e de Ana Vera Serras Rendas, é um professor catedrático de medicina e investigador na área das doenças respiratórias. Foi Reitor da Universidade Nova de Lisboa, tendo sido eleito pela primeira vez para o cargo em 2007 e sucedido no cargo por João Sáàgua em 2017.
Foi Presidente do Conselho de Reitores das Universidades Portuguesas (CRUP) entre 2010 e 2014. É atualmente académico titular da Academia Nacional de Medicina de Portugal, membro do Comité de Direção da Rede UNICA (Network of Universities from the Capitals of Europe) e integra o Conselho de Curadores da Universidade Aga Khan.

## Biografia
É licenciado pela Faculdade de Medicina de Lisboa (1972) e Doutorado na área de Patologia Experimental pelo Cardiothoracic Institute da Universidade de Londres (1977). Foi bolseiro de investigação da Fundação Calouste Gulbenkian, entre 1974 e 1976, no Departamento de Patologia Experimental, do Brompton Hospital, no Cardiothoracic Institute da Universidade de Londres. Mais tarde, a partir de 1990, foi Membro do Conselho Consultivo de Bolsas de Estudo do Serviço de Educação e Bolsas, da Fundação Calouste Gulbenkian.
Em 1977-78, foi Investigador Associado em Patologia, no Departamento de Patologia no Children's Hospital Medical Center, na Harvard Medical School.
Dirigiu o Instituto de Higiene e Medicina Tropical da Universidade Nova de Lisboa (IHMT), entre 1983 e 1986. Foi também Diretor da Faculdade de Ciências Médicas (FCM) da mesma Universidade, de 1996 a 2006, onde é catedrático de Fisiopatologia desde 1982.
Entre 1992 e 1994, foi Coordenador do Projeto responsável pela introdução do método de aprendizagem por problemas no ensino médico, em Portugal, em colaboração com o Departamento de Educação Médica da Southern Illinois University School of Medicine, com o apoio da Fundação Luso-Americana para o Desenvolvimento. Entre 1995 e 1997, exerceu ainda o cargo de Vice-Presidente da Sociedade Portuguesa de Pneumologia.
Entre 2005 e 2008, foi Coordenador do Conselho Nacional de Ensino e Educação Médica da Ordem dos Médicos, função que desempenhava quando foi eleito Reitor da Universidade NOVA de Lisboa, em 2007. Nesta instituição, viu o seu mandato de Reitor renovado em 2013, pelo Conselho Geral.

## Carreira internacional
Deu os primeiros passos na carreira internacional em 1977, quando terminou o doutoramento no Cardiothoracic Institute da Universidade de Londres. No mesmo ano, foi investigador associado da Escola Médica de Harvard, em Boston, nos Estados Unidos, tendo permanecido nesta instituição até 1978.
Entre as instituições internacionais que integrou, destaca-se a Organização Mundial da Saúde, com a qual colaborou como consultor para as áreas da formação médica e treino especializado, entre 1984 e 1986. Participou ainda num projeto da mesma organização, na área do desenvolvimento de materiais para a saúde em Moçambique.
Entre 1998 e 2006, foi membro eleito do Council da International Society for Pathophysiology e Coordenador da Comissão de Ensino. De 2002 a 2006, foi membro do Executive Council da Association of Medical Schools in Europe (AMSE).
Esteve envolvido na adaptação do Processo de Bolonha ao curso de Medicina, em 2004, enquanto Membro do respetivo Grupo de Trabalho, no âmbito do Conselho Superior de Ciência, Tecnologia e Inovação. De 2010 a 2014, foi ainda membro do Council da Associação das Universidades Europeias.
É atualmente Membro do Comité de Direção da Rede UNICA (Network of Universities from the Capitals of Europe), eleito em 2015 para exercer o segundo mandato.

## Principais áreas de investigação
- Patologia respiratória.
- Avaliação biomédica do envelhecimento.
- Fisiologia e fisiopatologia da respiração.
- Educação médica.
- Aprendizagem por problemas e mapas conceptuais.
- Administração universitária e indicadores de gestão.[1]

## Principais obras publicadas
É autor e/ou co-autor de 138 comunicações e de 76 artigos científicos, nacionais e internacionais. Autor de 2 livros e de 10 capítulos de livros. Em destaque:
- "Adaptações funcionais do organismo humano", em: Leituras do Homem (pp. 55-68), Almerindo Lessa (ed.). Editora Internacional, Lisboa, 1998.
- "Síndromes dispneizantes infralaríngeas", em: Manual de Otorrinolaringologia (pp. 104-108), com Mota Carmo M. Bárbara C., Samuel Ruah e Carlos Ruah (ed.), 1999.
- "Adaptações normais e patológicas do organismo humano durante o envelhecimento – ‘Idade Biológica’ versus ‘Idade Cronológica’", em: Envelhecer Vivendo (pp. 49-55), coordenação de A. Mota Pinto, Quarteto, 2001.
- "No âmbito da avaliação das faculdades de medicina", em: Ensino da Medicina - realidade ibérica (pp 191-197), Fundação Bissaya Barreto, 2002.
- "Sistema de Indicadores de Gestão 2000 - 2002 – um meio de diagnóstico e intervenção na Faculdade de Ciências Médicas", com Névoa L., Faculdade de Ciências Médicas, 2004.
- "O futuro da saúde em Portugal", Coordenação: Fundação Calouste Gulbenkian (pp. 25-32), Companhia das Ideias, 2006.

## Distinções e Prémios
- Prémio Thomé Villar/Boehringer Ingelheim[15] da Sociedade Portuguesa de Pneumologia (1995, 1999, 2000, 2001).[11]
- Cavaleiro da Ordem Nacional de Mérito da República Francesa (1987).[11]
- Medalha de D. Afonso Henriques de 1.ª classe do Exército Português (2011).[11]
- Medalha de serviços distintos do Ministério da Saúde, grau Ouro (2014).[16]
- Prémio Personalidade do Ano pela Fundação Portuguesa do Pulmão (2017).[17]
- Grã-Cruz da Ordem da Instrução Pública pelo Presidente da República Portuguesa (21 de novembro de 2017).[18]